# Yatagan

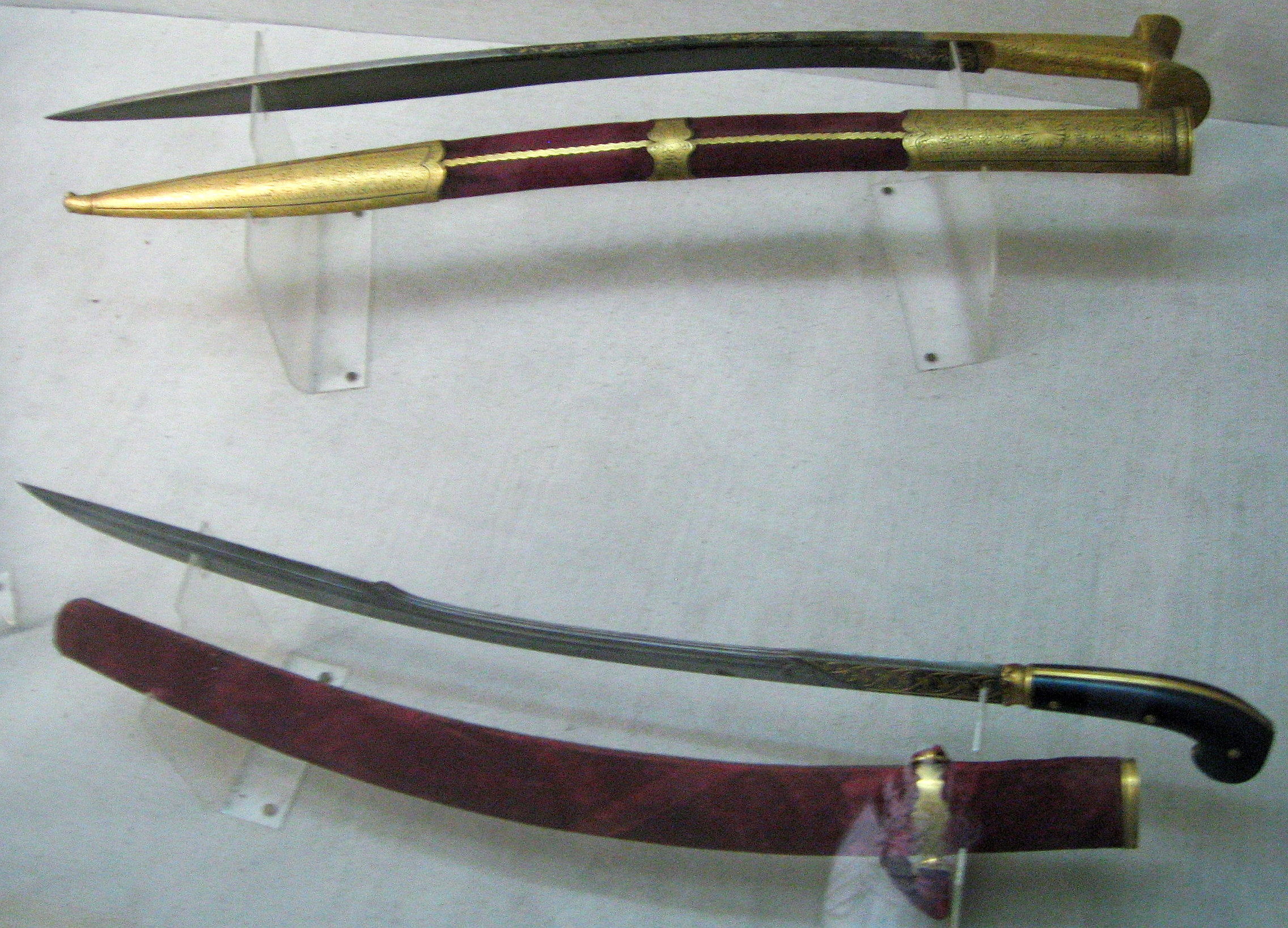
Yatagan (alto) e Kilij (basso) del XVIII secolo - Armeria Imperiale del Topkapi (Istanbul)

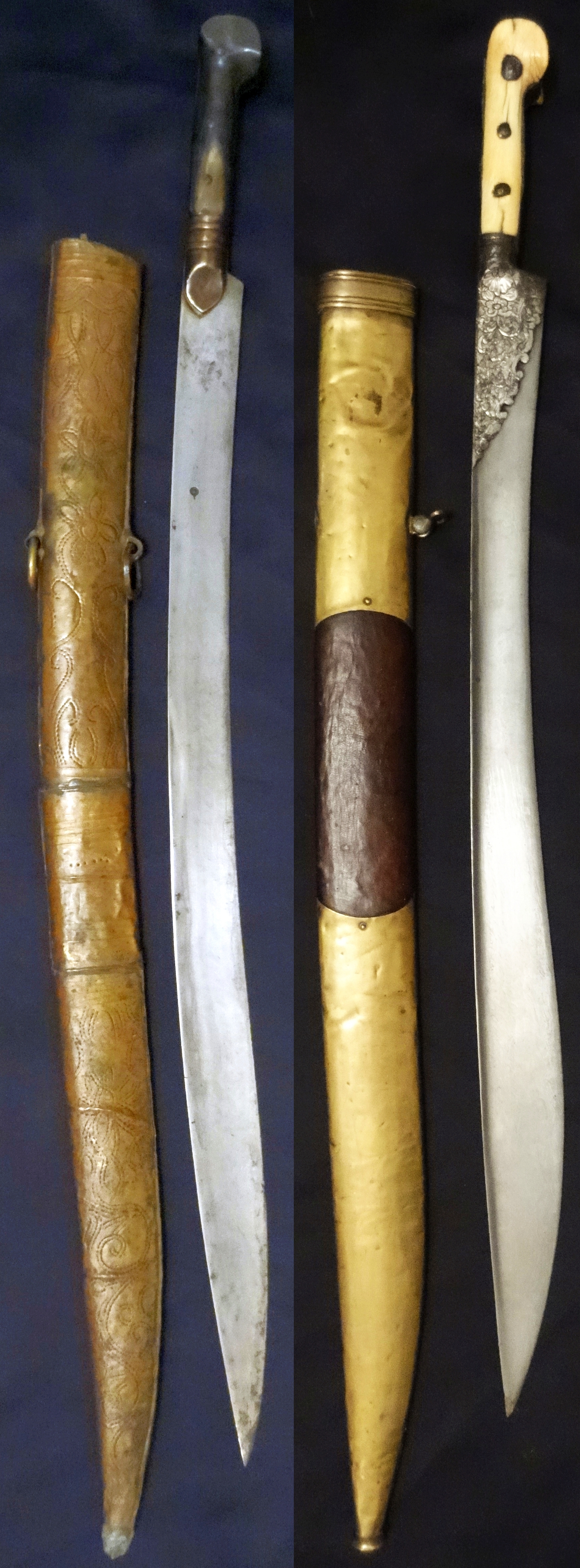
Yatagan - XIX secolo

Lo yatagan o yataghan (in lingua turca yatağan; in italiano anche iatagan o, più raramente, iatagano) è un'arma bianca manesca del tipo spada in uso dalla metà del XVI secolo alla fine del XIX nelle terre dell'Impero ottomano (Balcani, Anatolia, Litorale Levantino, Africa sahariana ecc.). Ha lama ricurva affilata solo sul lato concavo, con punta comunque robusta, probabilmente utilizzata per delle stoccate. L'impugnatura, ad una mano, è priva di guardia e pomolo ma dall'elsa, ottenuta con due placche fissate al codolo, sviluppano posteriormente due valve che si allargano per garantire miglior presa all'utente.
La maggior parte degli esemplari giunti sino a noi sono sontuosamente decorati.

## Storia
Secondo la leggenda, lo yatagan sarebbe stato inventato da un condottiero ed armaiolo dei selgiuchidi, Osman Bey, che, una volta stanziatosi nell'allora appena conquistata cittadina di Yatağan (nell'odierna Provincia di Denizli), creò questa particolare spada corta e si guadagnò l'epiteto di Yatağan Baba ("Padre Yatagan").
Evidenze storiche hanno oggi confermato che spade corte simili allo yatagan ottomano erano in uso presso i turchi intorno al XII secolo ma le teorie relative alle origini dell'arma sono molteplici:
- Forte è la sensazione che, data la particolare foggia della lama, l'arma ottomana possa in qualche modo discendere dal kopis degli Antichi Greci, diffusosi in Medioriente a seguito della conquista della Persia da parte di Alessandro Magno;
- L'assonanza tra il nome "yatagan" e Kataghan, popolazione dell'Uzbekistan, congiuntamente al ritrovamento in loco di armi dell'Età del Bronzo dalla foggia simile a quella della spada ottomana portano alcuni a supporre che le origini dello yatagan potrebbero essere centro-asiatiche. Tale tesi è inoltre supportata dall'esistenza di altre armi bianche asiatiche dal profilo molto simile alla spada turca: il kukri nepalese ed il khanjar indiano.

Lo yatagan vero e proprio fu espressione tipica della matura cultura dell'Impero ottomano, costituentesi quale sua arma manesca caratteristica. Uno degli esemplari più vecchi, oggi conservato nell'Armeria Imperiale del Topkapi, ad Istanbul, venne realizzato dal fabbro Ahmed Tekelü per il sultano Solimano il Magnifico (1522-1560) intorno al 1526-1527. La maggior parte degli altri esemplari ad oggi conservati nei musei datano invece al periodo 1750-1860, nel momento cioè in cui la scimitarra turca, il kilij, veniva accorciato per ottenere un'arma più solida per le mischie, lasciando alla shamshir di produzione persiana il ruolo di "spada lunga". Questo aiuta a capire come mai, per esempio in Italia, la parola yatagan fosse ancora erroneamente intesa quale sinonimo di kilij ancora nella metà del XIX secolo.
Come la Karabela diffusa tra i cavalieri della Confederazione Polacco-Lituana, l'avversario "eccellente" dell'Impero nel XVII secolo, lo yatagan era sia arma di rappresentanza che arma d'uso campale: la presenza o l'assenza di un opulento apparato decorativo deve considerarsi legato al ceto sociale ed alla disponibilità finanziaria del proprietario e non va considerata quale discriminante per collocare l'arma tra le "pratiche" invece che tra le "simboliche". Uno yatagan con impugnatura in legno avrebbe figurato al cinturone del suo proprietario di basso ceto sociale quale arma di rappresentanza e quale strumento di offesa tanto quanto avrebbe fatto un esemplare con impugnatura in avorio e lama decorata da agemina addosso ad un pascià.
Nel corso dell'Ottocento l'imperante passione degli ottomani per lo yatagan e la capillare diffusione della baionetta quale nuova arma bianca dominante sui campi di battaglia dell'Europa moderna, portò alla creazione di sciabole-baionette tipo yatagan tra le forze dell'Impero ottomano e di altri stati della prima Età Contemporanea (es. Francia). L'effettiva praticità di questa particolare forma di baionetta venne però rapidamente messa in discussione dei teorici di oplologia e tattica militare.

## Costruzione
Lo Yatagan ha:
- Lama dalla curvatura molto pronunciata, in alcuni casi doppia, con conseguente forma di "S", e tagliente sul lato concavo. L'alta qualità dell'acciaio, cosa affatto strana per le armi ottomane, e la robustezza della punta porta comunque a supporre che l'arma venisse utilizzata anche per offendere con delle stoccate oltre che con colpi di taglio. In alcuni casi (rari), la lama dello yatagan era ricavata da una precedente più lunga;
- L'impugnatura ad una mano è priva di guardia. L'elsa è costituita da due placche assicurate al codolo: nella parte posteriore, le due placche, solitamente in avorio, oro o argento, si allargano a formare due valve che compensano la mancanza del pomolo. Questo tipo di finitura dell'impugnatura ricorda la forma della testa del femore di pecora, materiale povero spesso usato a tale scopo nelle zone di allevamento tradizionale degli ovini come il Medio Oriente, la Grecia, la Serbia ecc. Negli esemplari prodotti in Bosnia, l'impugnatura è spesso in argento decorata con filigrana e corallo;
- Il fodero presentava spesso, nella parte terminale, un puntale lavorato in forma di testa di pesce. Veniva portato infilato nel cinturone, assicuratovi da un passante posto posteriormente.

I principali centri di produzione dell'arma furono, oltre all'omonima cittadina, gli importanti centri di Istanbul, Bursa e Filippopoli.
Pare che lo yatagan in uso ai giannizzeri, il varsak, fosse più corto e leggero del modello "classico".

## Cultura di massa
- L'arma è nominata in vari romanzi scritti da Emilio Salgari,[6] come Capitan Tempesta, ambientato durante l'assedio turco di Famagosta contro i Veneziani a Cipro, nel 1570.
- La yatagan è la prima spada utilizzabile in Assassin's Creed: Revelations.
- È presente come arma corpo a corpo nel videogioco Battlefield 1.